# Tympanogaster trilineata
Tympanogaster trilineata är en skalbaggsart som beskrevs av Perkins 2006. Tympanogaster trilineata ingår i släktet Tympanogaster och familjen vattenbrynsbaggar. Inga underarter finns listade i Catalogue of Life.